# جوزيف أوينز
جوزيف أوينز هو فيلسوف كندي، ولد في 17 أبريل 1908، وتوفي في 30 أكتوبر 2005.